# (13585) Justinsmith
(13585) Justinsmith ist ein im mittleren Hauptgürtel gelegener Asteroid. Er wurde am 9. Oktober 1993 von dem belgischen Astronomen Eric Walter Elst am La-Silla-Observatorium der Europäischen Südsternwarte in Chile (IAU-Code 809) entdeckt.
Der mittlere Durchmesser des Asteroiden wurde mithilfe des Wide-Field Infrared Survey Explorers (WISE) mit 5,553 (± 0,280) km berechnet, die Albedo mit 0,120 (± 0,014). Die Rotationsperiode wurde unter anderem von Brian D. Warner 2009 untersucht, die Lichtkurven reichten jedoch nicht zu einer Bestimmung aus.
(13585) Justinsmith ist Mitglied der Agnia-Familie, einer Gruppe von Asteroiden, die vor maximal 140 Millionen Jahren durch das Auseinanderbrechen eines großen Körpers entstanden ist und nach ihrem größten Mitglied (847) Agnia benannt wurde. Die zeitlosen (nichtoskulierenden) Bahnelemente von (13585) Justinsmith sind fast identisch mit denjenigen acht weiterer Asteroiden: (62516) 2000 SN243, (130085) 1999 WX16, (148992) 2001 YS100, (265860) 2005 YJ161, (308332) 2005 NT68, (405702) 2005 UV521, (455955) 2005 UD526 und (490772) 2010 UO30.
(13585) Justinsmith wurde am 29. August 2015 auf Vorschlag von Eric Walter Elst, nach dem US-amerikanisch-kanadischen Philosophen Justin Erik Halldór Smith (* 1972) benannt. Elst hatte 2013 einen philosophischen Blogpost von Smith gelesen, der ihm gefiel.